# Sylak Open Air
Le Sylak Open Air est un festival de rock et de metal se déroulant début août à Saint-Maurice-De-Gourdans, dans l'Ain. Il est organisé par l'association The Rock Runners. 
En 2023 a eu lieu sa 11e édition, les 4, 5 et 6 août 2023, où ont notamment joué des groupes comme Kreator, Sepultura, Soulfly, Deicide et Heilung.

## Présentation

### Historique
À sa création en 2011, le festival avait accueilli environ 1 000 personnes sur les 3 jours. Le nom SYLAK est un acronyme pour Support Your Local Artist Krew.
Depuis 2016, c'est près de 10 000 festivaliers qui s'y rassemblent, 3 500 par jour,. Il affiche régulièrement complet.
En 2019 a eu lieu sa 9e édition, les 2, 3 et 4 août 2019, où ont notamment joué des groupes comme Testament, Apocalyptica ou encore Meshuggah.
En 2022 a eu lieu sa 10e édition, les 5, 6 et 7 août 2022, après une interruption due à la crise du Covid-19. L'affiche proposait 27 groupes dont Alestorm, Hatebreed, Jinjer, Exodus et Napalm Death.

### Le site
Le festival se déroule sur le stade Régis-Perrin de Saint-Maurice-de-Gourdans, non loin des berges de la rivière de l'Ain.
Un camping, situé tout près du site, héberge également gratuitement les campeurs porteurs du billet d'entrée.